# Apocleora rimosa
Apocleora rimosa är en fjärilsart som beskrevs av Butler 1879. Apocleora rimosa ingår i släktet Apocleora och familjen mätare. Inga underarter finns listade i Catalogue of Life.

## Bildgalleri

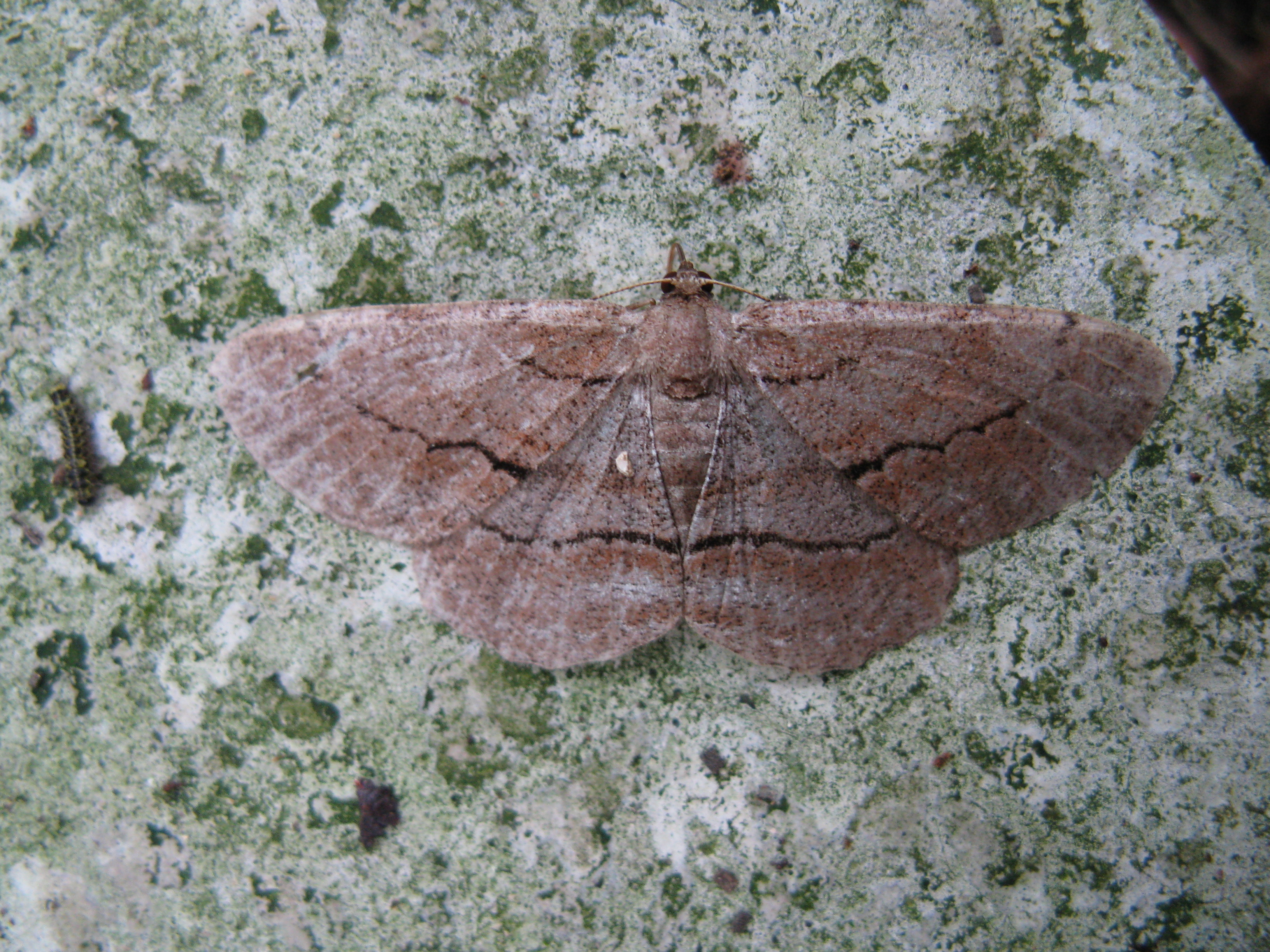